# Cranchiidae
Los cránquidos o cranquíidos (Cranchiidae) son una familia de cefalópodos que comprende unas 60 especies conocidas  vulgarmente como calamares de cristal, cranquilurias o medusas-cristal. Viven en la superficie o a media profundidad del océano. Miden de 10 cm a 2 m.  Su nombre deriva de la naturaleza transparente de muchas especies.

## Características
Los cránquidos iluminan parcialmente aguas oscuras donde su transparencia les provee de camuflaje. Se caracterizan por un cuerpo redondeado y de cortas extremidades, con dos filas de ventosas. El tercer par de brazos es alargado. Muchas especies tienen bioluminiscencia con órganos productores de luz a los lados de los ojos, usados para amortiguar su sombra en el piso marino. El tamaño ocular varía ampliamente, desde largos y circulares a telescópicos y saltones. Usan una cámara llena de solución de amonio para ayudar a la flotación. Frecuentemente el único órgano visible a través de los tejidos transparentes es la glándula digestiva semejante a un cigarro, que en los cefalópodos equivale al hígado de los mamíferos.
Los cránquidos juveniles viven en aguas superficiales, descendiendo más profundamente al ir madurando. Algunas especies pueden vivir a más de 2.000 m de profundidad. La forma corporal de muchas especies cambia drásticamente entre los estadios fenológicos y muchos especímenes juveniles se confunden entre especies.
Los cránquidos no se pescan comercialmente.

## Géneros
- Subfamilia Cranchiinae
  - Cranchia
  - Drechselia *
  - Liocranchia
- Subfamilia Taoniinae
  - Bathothauma
  - Belonella
  - Galiteuthis
  - Helicocranchia
  - Liguriella
  - Megalocranchia
  - Mesonychoteuthis
  - Sandalops
  - Taonius
  - Teuthowenia
  - Architeuthis?

Los géneros listados arriba con un asterisco (*) son cuestionables y necesitarán más estudios para determinar si es válido un sinónimo.